# Кавакурта
Кавакурта (итал. Cavacurta) — коммуна в Италии, располагается в регионе Ломбардия, в провинции Лоди.
Население составляет 903 человека (2008 г.), плотность населения составляет 129 чел./км². Занимает площадь 7 км². Почтовый индекс — 26844. Телефонный код — 0377.
Покровителем коммуны почитается святой апостол Варфоломей, празднование 24 августа.

## Демография
Динамика населения:

## Администрация коммуны
- Официальный сайт: http://www.comune.cavacurta.lo.it/ Архивная копия от 1 января 2013 на Wayback Machine